# Lepiselaga aberrans
Lepiselaga aberrans är en tvåvingeart som först beskrevs av Lutz 1913.  Lepiselaga aberrans ingår i släktet Lepiselaga och familjen bromsar. Inga underarter finns listade i Catalogue of Life.